# Calleremites
Calleremites là một chi bướm đêm thuộc họ Geometridae.

## Các loài
- Calleremites subornata Warren, 1894